# Kolbrún Halldórsdóttir

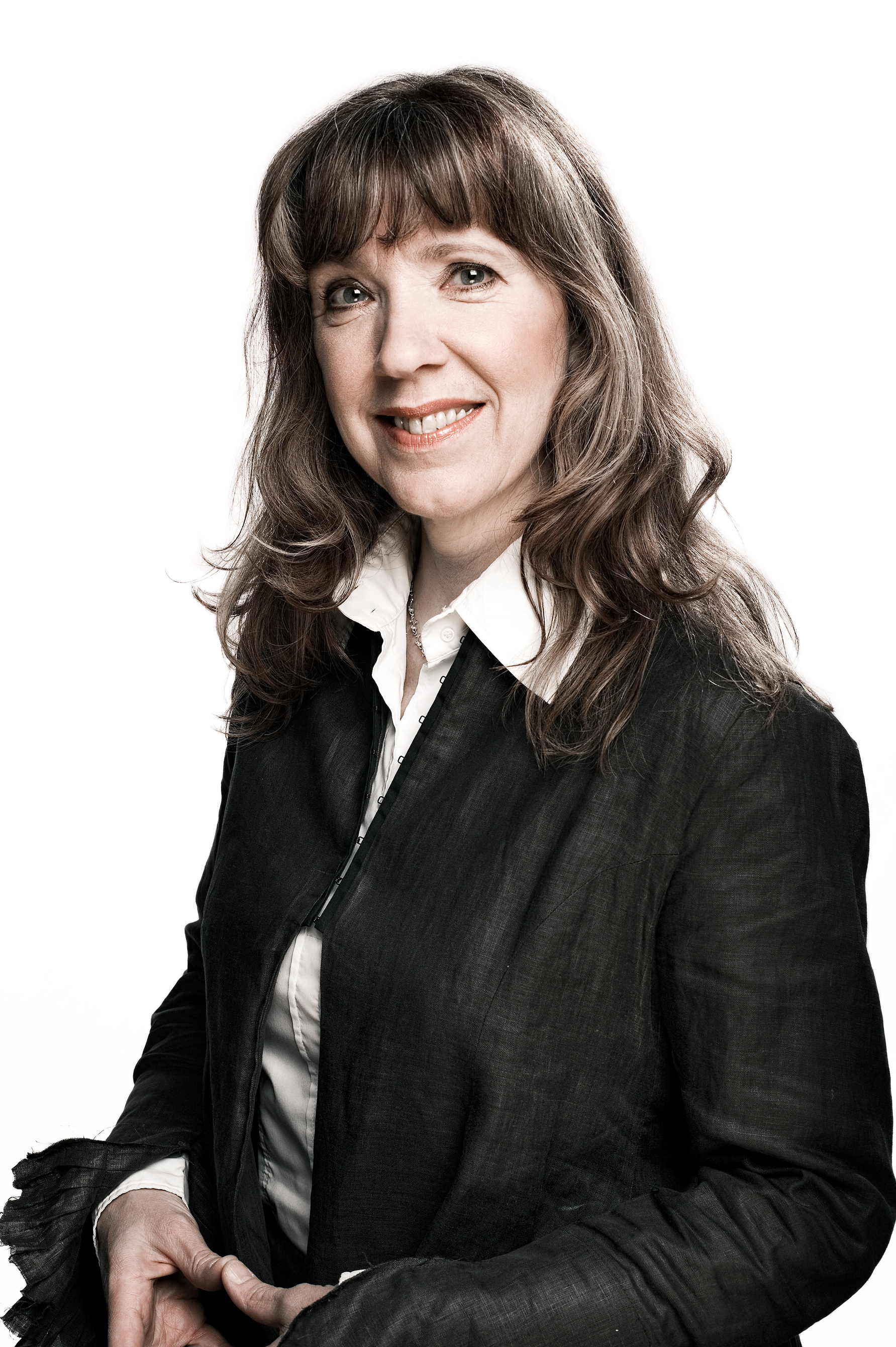
Kolbrún Halldórsdóttir

Kolbrún Halldórsdóttir (* 31. Juli 1955 in Reykjavík) ist eine isländische Schauspielerin, Regisseurin und Politikerin (Links-Grüne Bewegung). 2009 war sie in der Übergangsregierung Jóhanna Sigurðardóttir I isländische Umweltministerin und Ministerin für nordische Zusammenarbeit. Seit 2023 ist sie Vorsitzende der Dachgewerkschaft isländischer Akademiker BHM.

## Leben
Nach einer kaufmännischen Ausbildung erwarb Kolbrún Halldórsdóttir 1978 einen Abschluss der damaligen isländischen Schauspielschule Leiklistarskóli Íslands. Zu Beginn ihrer Karriere arbeitete sie unter anderem als Schauspielerin und Souffleuse für die Reykjavíker Theatergesellschaft Leikfélag Reykjavíkur sowie als Schauspielerin und Buchhalterin am Theater Alþýðuleikhúsið. Auch in späteren Jahren entfaltete sie eine umfangreiche Tätigkeit an isländischen Bühnen, sowohl als Schauspielerin als auch als Regisseurin, und hatte führende Positionen in verschiedenen Vereinen und Verbänden inne. Unter anderem war sie von 1995 bis 1998 fest angestellte Regisseurin am Isländischen Nationaltheater. Sie leitete die Aufführungen zum 50. Jubiläum der Gründung der isländischen Republik 1994 und das Programm zur 1000-Jahr-Feier der Christianisierung Islands in Þingvellir im Jahr 2000. Zwischen 1980 und 1990 war sie Programmdirektorin bei Ríkisútvarpið.
Sie war von 1999 bis 2009 Abgeordnete zum isländischen Parlament Althing. Am 1. Februar 2009 wurde sie zur Umweltministerin und Ministerin für nordische Zusammenarbeit in der Übergangsregierung Jóhanna Sigurðardóttir I ernannt. Bei der Parlamentswahl vom 25. April 2009 wurde Kolbrún Halldórsdóttir nicht wiedergewählt; zu ihrer Nachfolgerin als Umweltministerin im Kabinett Jóhanna Sigurðardóttir II wurde am 10. Mai 2009 Svandís Svavarsdóttir ernannt.
Seit 2023 ist sie Vorsitzende des Isländischen Akademikerverbands (Bandalag háskólamanna, BHM), eines Gewerkschaftsdachverbands, der Gewerkschaften für Arbeitnehmer mit akademischem Bildungsweg vertritt.